# Arlay (ancienne commune)
Arlay est une ancienne commune française située dans le département du Jura, en région Bourgogne-Franche-Comté.
Le 1er janvier 2016, elle fusionne avec sa voisine Saint-Germain-lès-Arlay pour donner naissance à la commune de statut commune nouvelle nommée Arlay.

## Géographie
Arlay est une commune viticole, située à 12 km au nord de Lons-le-Saunier et à 7 km de Bletterans.

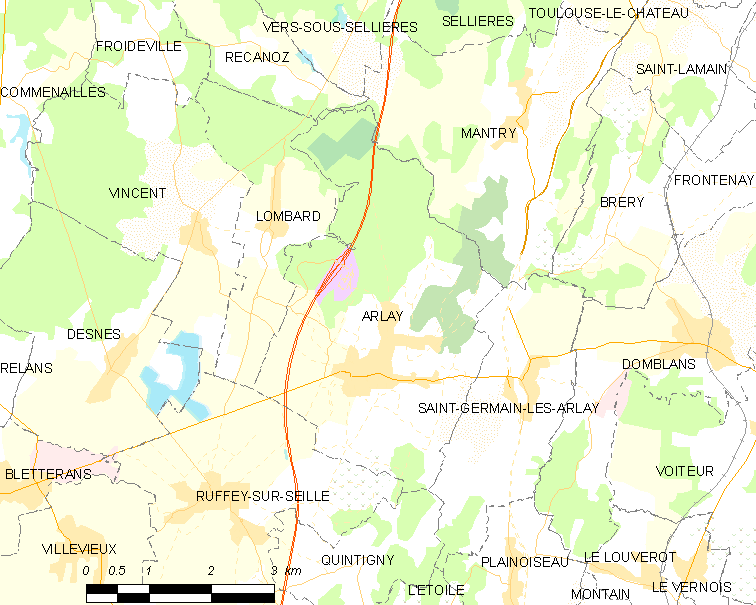
Situation d'Arlay.

## Histoire

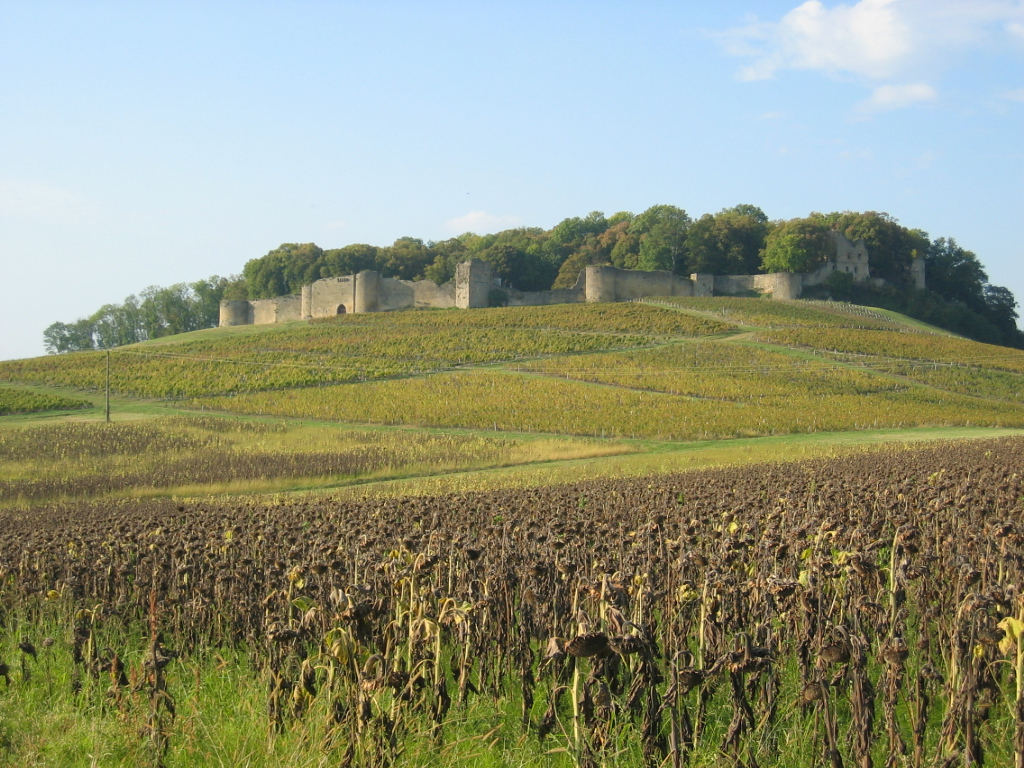
Ruines du Château fort d'Arlay du XIII.

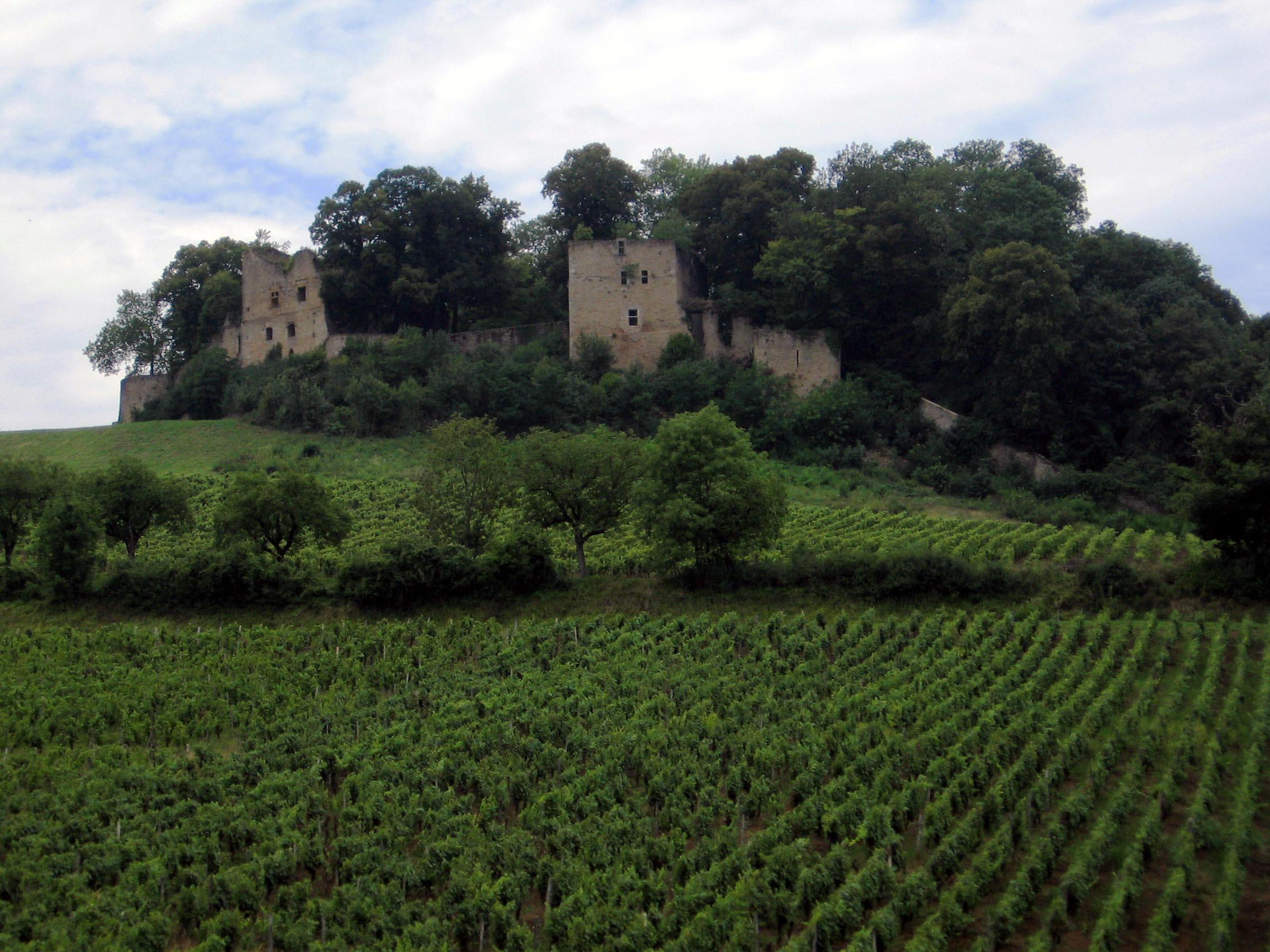
Ruines du Château fort d'Arlay du XIII.

Les plus anciens registres de l'état civil remontent à 1644.
Lors de l'établissement du cadastre en 1811, le territoire de la commune (1 410,78 ha, était divisé en 3 801 parcelles et réparti en 590 propriétaires, dont 107 forains (extérieurs à la commune). Cont.[Quoi ?] imposable, 1 373,86 ha, savoir : 438,42 ha de bois, 406,90 ha de terres labourées, 233,57 ha de vignes, 115,85 ha de pâtures, 112,71 ha de prés, 34,16 ha de friches, 13,80 ha au sol des propriétés bâties, 8,09 ha de jardins, 5,4 ha de vergers, 2,68 ha d'étangs, 1,45 ha de promenades, 56 a de saulées, 14 a de carrières, 8 a de terrains désertiques et 3 a de chemins particuliers. Cont. non imposable, 36h92, Rev.cad. 52,271 fr, 66c; contrib. dir.12,822 fr.[précision nécessaire]
Sol d'une grande fertilité, produisant toutes espèces de céréales en quantité plus que suffisante pour les besoins des habitants, et des vins rouges et blancs de bonne qualité, dont on exporte près de la moitié; plusieurs plants de Bourgogne y sont acclimatés avec succès, depuis quelques années, par M. Maigrot. Le revenu réel des propriétés est de 3 %.
Les habitants fréquentent habituellement les marchés de Lons-le-Saunier et de Bletterans.[Quand ?]
- trois plafonniers
- trois maçons
- quatre charpentiers
- trois charrons
- trois maréchaux-ferrants taillandiers
- six exploitants de carrières
- un cafetier
- sept aubergistes
- cinq marchands merciers
- deux menuisiers
- deux médecins
- deux sabotiers
- un marchand de plâtre
- un scieur de long
- un marchand de cendres
- trois bouchers
- un fabricant de chaux
- un cordonnier
- deux tailleurs d'habits
- un serrurier
- un notaire
- un marchand de vaches
- un marchand épicier grainetier
- trois moulins dont un à trois paires de meules à farine, un à huile et un rouage de battoir
- un autre à quatre paires de meules à farine et un à huile
- et un troisième à cinq paires de meules, et un à huile.

- une église
- un cimetière
- une maison commune contenant le logement de l'instituteur et la salle d'étude des garçons, fréquentée en hiver par 100 élèves
- huit fontaines
- 478 ha de bois, terres labourables, pâtures, friches, vignes, prés et emplacements des édifices publics
- d'un rev. cad.[Quoi ?] de 8 142 FRF
- deux pompes à incendies, desservies par une compagnie de pompiers.

- Le 1er janvier 2016, Arlay fusionne avec Saint-Germain-lès-Arlay pour former une commune nouvelle[1].

## Politique et administration
| Période                                  | Période          | Identité            | Étiquette | Qualité           |
| ---------------------------------------- | ---------------- | ------------------- | --------- | ----------------- |
| Les données manquantes sont à compléter. |                  |                     |           |                   |
| Vers 1842                                | 18..             | Daille              |           |                   |
| Vers 1887                                | 18..             | Vaudrit             |           | Notaire           |
| 1988                                     | 2008             | Guy Billod          |           |                   |
| mars 2008                                | 2008             | Jeanine Champrobert |           |                   |
| dec 2008                                 | janv 2009        | Michel Grappin      |           | maire par intérim |
| janv 2009                                | 31 décembre 2015 | Christian Bruchon   | DVG       |                   |

## Démographie
L'évolution du nombre d'habitants est connue à travers les recensements de la population effectués dans la commune depuis 1793. À partir du 1er janvier 2009, les populations légales des communes sont publiées annuellement dans le cadre d'un recensement qui repose désormais sur une collecte d'information annuelle, concernant successivement tous les territoires communaux au cours d'une période de cinq ans. 
Pour les communes de moins de 10 000 habitants, une enquête de recensement portant sur toute la population est réalisée tous les cinq ans, les populations légales des années intermédiaires étant quant à elles estimées par interpolation ou extrapolation. Pour la commune, le premier recensement exhaustif entrant dans le cadre du nouveau dispositif a été réalisé en 2005,.
En 2013, la commune comptait 752 habitants, en évolution de +5,77 % par rapport à 2008 (Jura : −0,23 %, France hors Mayotte : +2,49 %).
| 1793  | 1800  | 1806  | 1821  | 1831  | 1836  | 1841  | 1846  | 1851  |
| ----- | ----- | ----- | ----- | ----- | ----- | ----- | ----- | ----- |
| 1 353 | 1 385 | 1 343 | 1 579 | 1 734 | 1 705 | 1 638 | 1 601 | 1 526 |

| 1856  | 1861  | 1866  | 1872  | 1876  | 1881  | 1886  | 1891  | 1896  |
| ----- | ----- | ----- | ----- | ----- | ----- | ----- | ----- | ----- |
| 1 388 | 1 407 | 1 444 | 1 360 | 1 409 | 1 238 | 1 232 | 1 113 | 1 098 |

| 1901  | 1906  | 1911  | 1921 | 1926 | 1931 | 1936 | 1946 | 1954 |
| ----- | ----- | ----- | ---- | ---- | ---- | ---- | ---- | ---- |
| 1 068 | 1 088 | 1 052 | 890  | 847  | 824  | 807  | 704  | 697  |

| 1962 | 1968 | 1975 | 1982 | 1990 | 1999 | 2005 | 2010 | 2013 |
| ---- | ---- | ---- | ---- | ---- | ---- | ---- | ---- | ---- |
| 687  | 621  | 610  | 611  | 664  | 723  | 702  | 734  | 752  |

## Culture locale et patrimoine

### Lieux et monuments

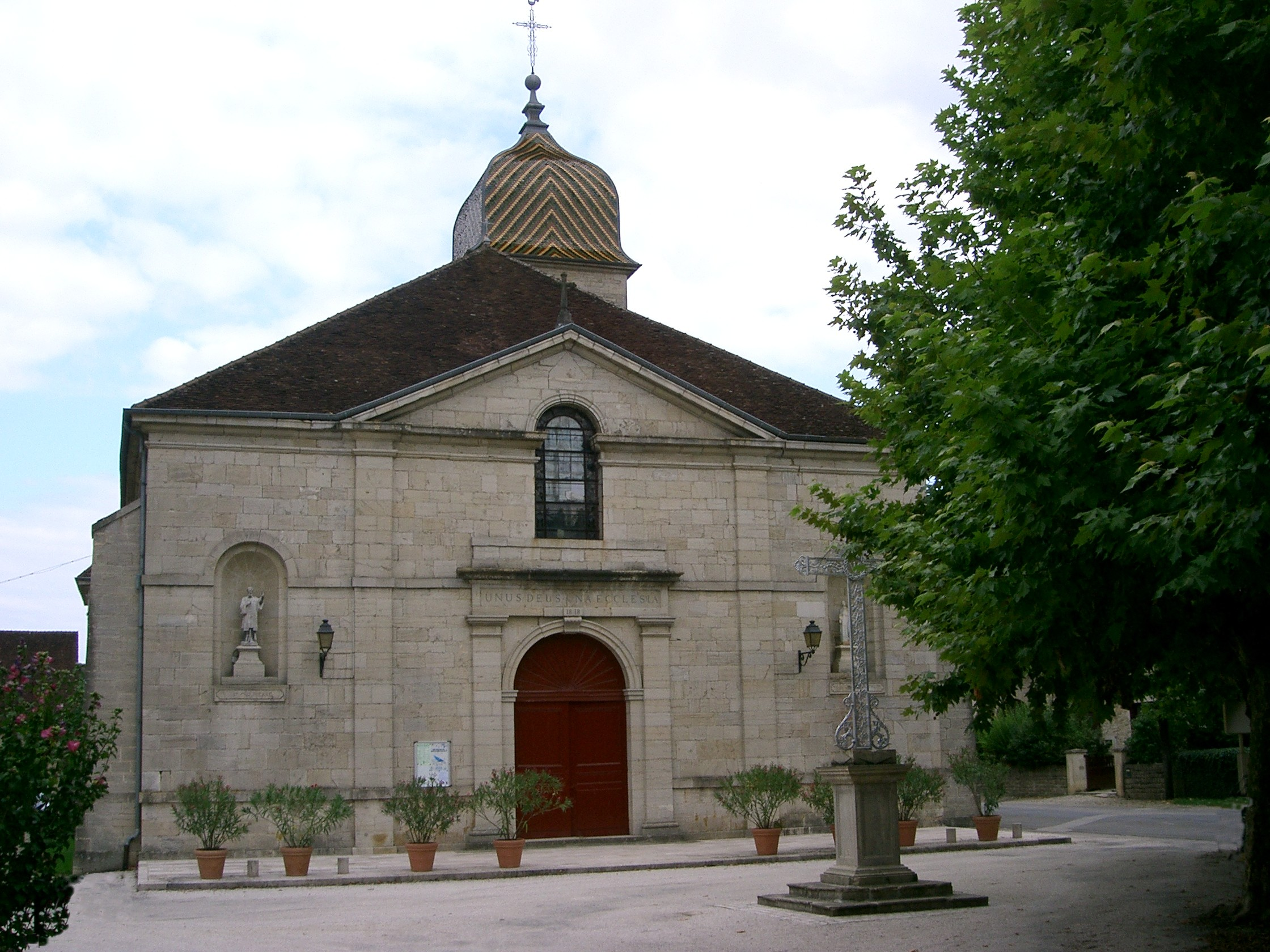
Arlay : façade de l'église.

- Châteaux féodaux (XIIIe siècle) et moderne (XVIIIe siècle) et jardin, classés au titre des Monuments historiques depuis 1996[7] ;
- Vestiges des églises Saint-Claude (XVe siècle), au vieux bourg, et Saint-Vincent, au cimetière ;
- Maisons et fermes du XVe siècle au XIXe siècle, réparties dans toute la commune mais dont les plus anciennes sont aux bourgs ;
- Vestiges des remparts, rue Rigole ;
- Chevance d'Or (XVIe siècle), inscrite au titre des Monuments historiques depuis 1926[8] ;
- Croix de chemin (XVIIIe siècle), rue du Bois de Ruez, hameau de Juhans ;
- Hôpital du Saint-Esprit (XVIIIe siècle), rue Honoré Chapuis ;
- Trois moulins hydrauliques, route de Bletterans, impasse du Moulin et rue Abry d'Arcier (XVIIIe siècle) ;
- Quatre croix (XIXe siècle) situées : route de Bletterans, deux, rue Honoré Chapuis, et rue Abry d'Arcier ;
- Église Saint-Vincent (XIXe siècle), rue Honoré Chapuis ;
- Vingt-trois fontaines (la plupart du XIXe siècle), réparties dans toute la commune ;
- Ancienne fromagerie (XIXe siècle), actuelle salle commune, rue de la Gravière ;
- Trois lavoirs, Impasse du Lavoir, impasse des Îles et rue de la Barre ;
- Mairie-école (XIXe siècle), rue Honoré Chapuis ;
- Quatre ponts (XIXe siècle), rue de la Gravière, rue de Corcelles et deux, rue Abry d'Arcier ;
- Ancienne poste (XXe siècle), actuelle Maison des Terroirs, rue Honoré Chapuis ;
- Statue mariale (XXe siècle), au hameau de Juhans.

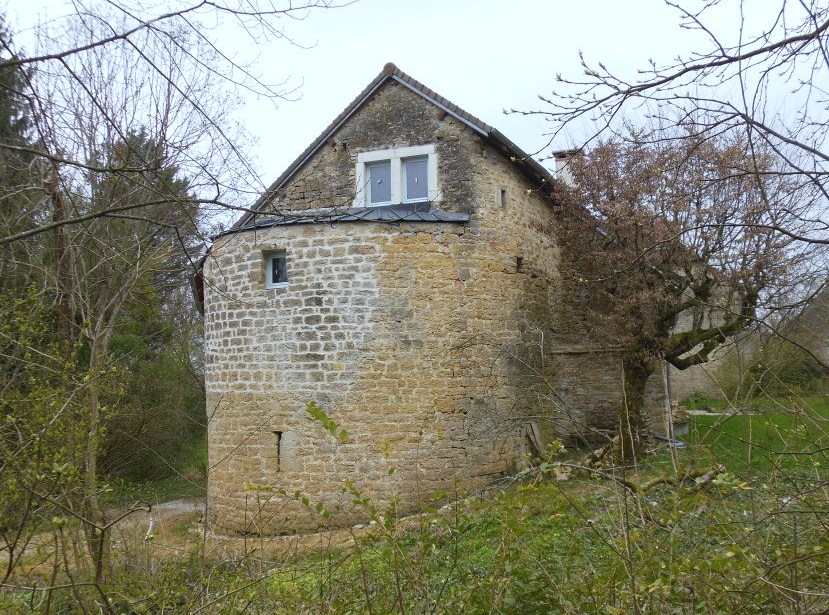
Ancienne prison médiévale.
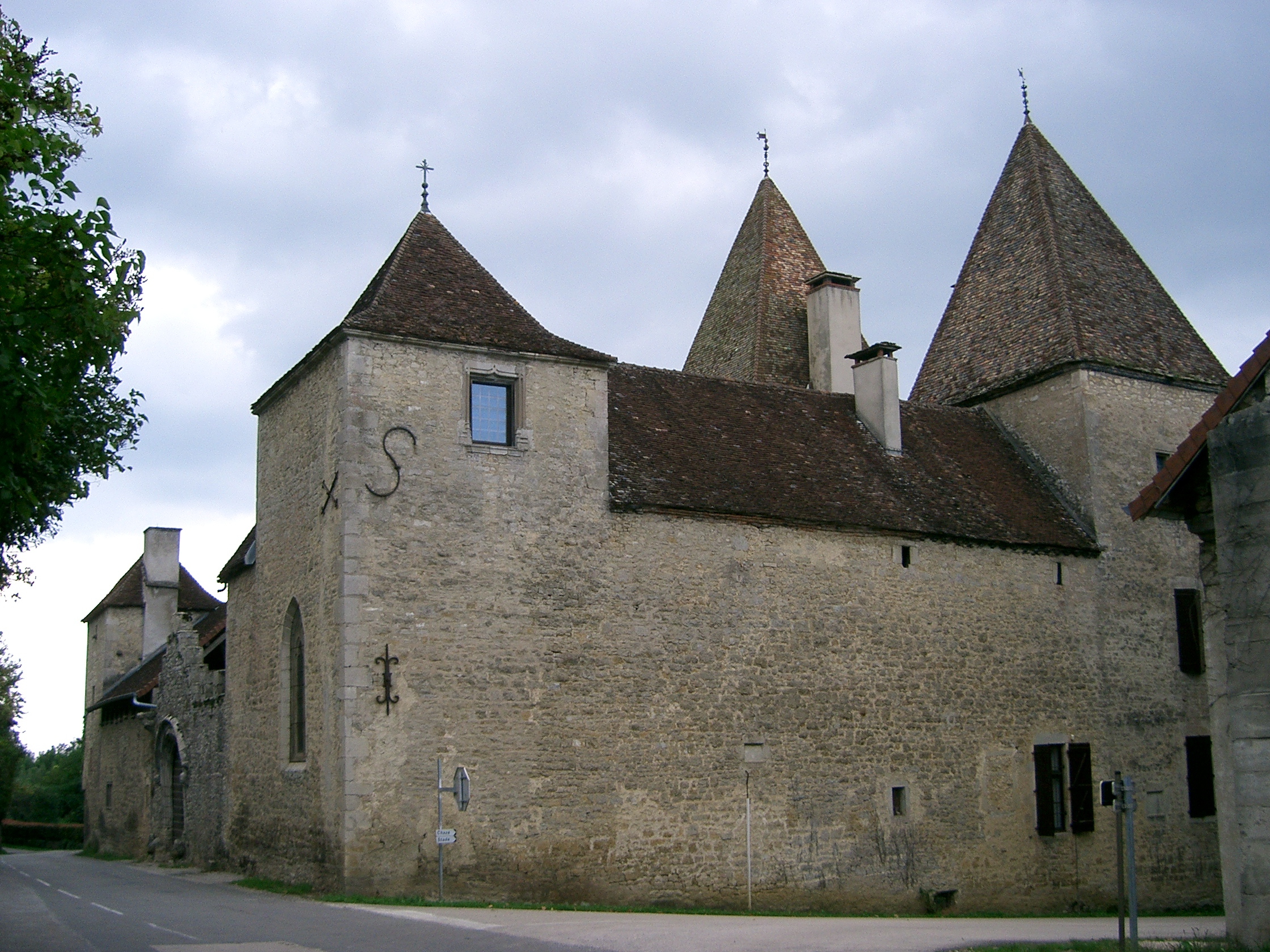
Chevance d'Or (XVIe siècle).
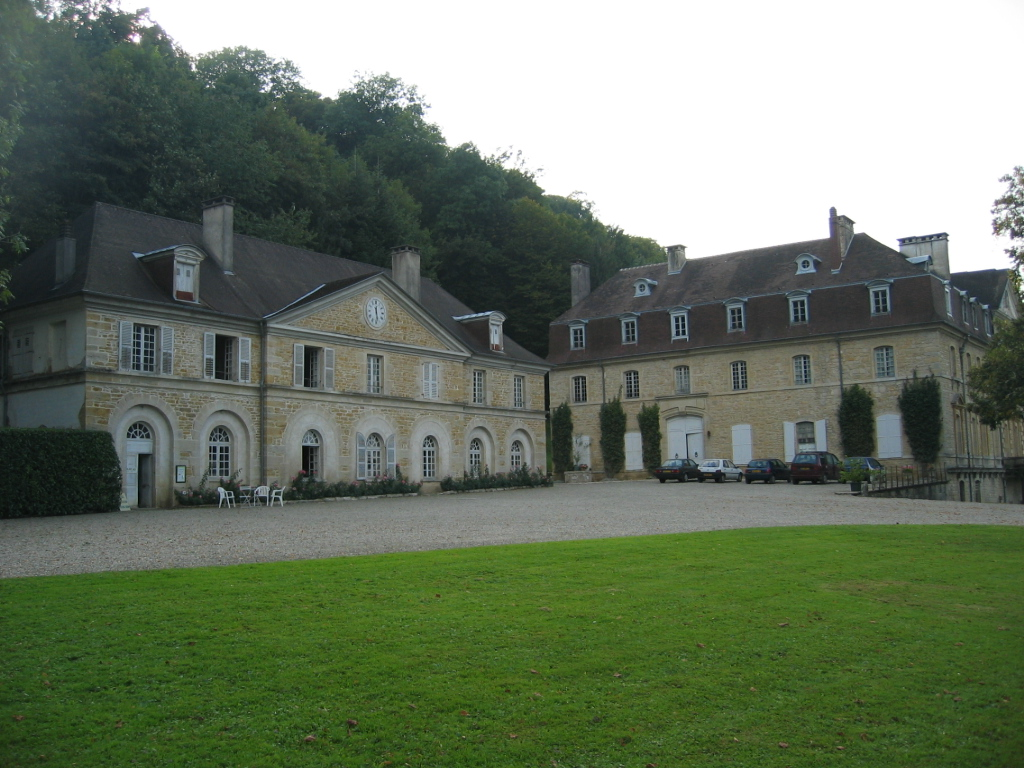
Château Lauraguais (XVIIIe siècle).
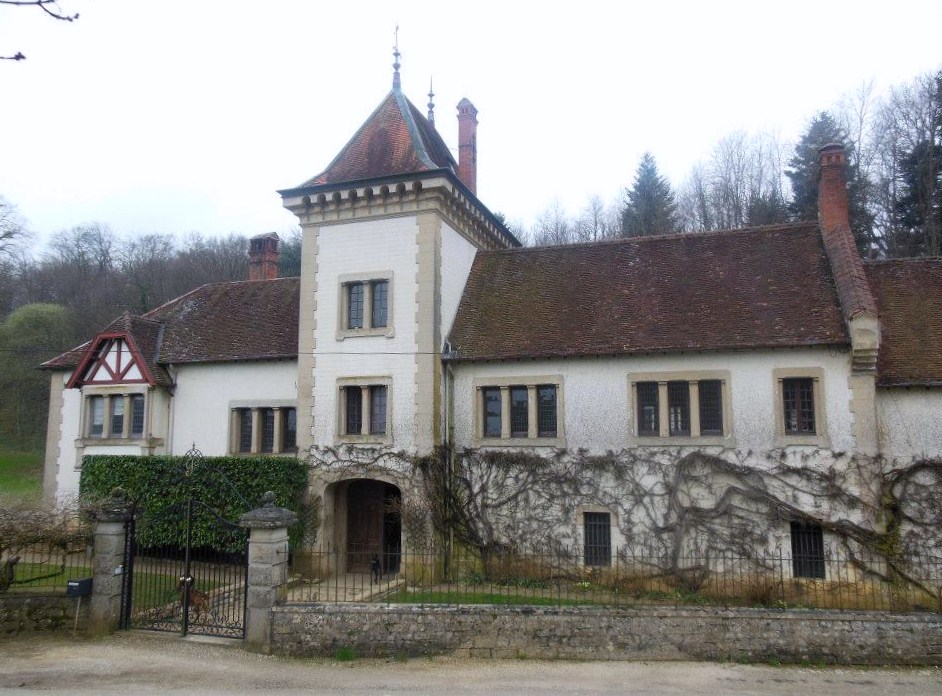
Château de Proby.
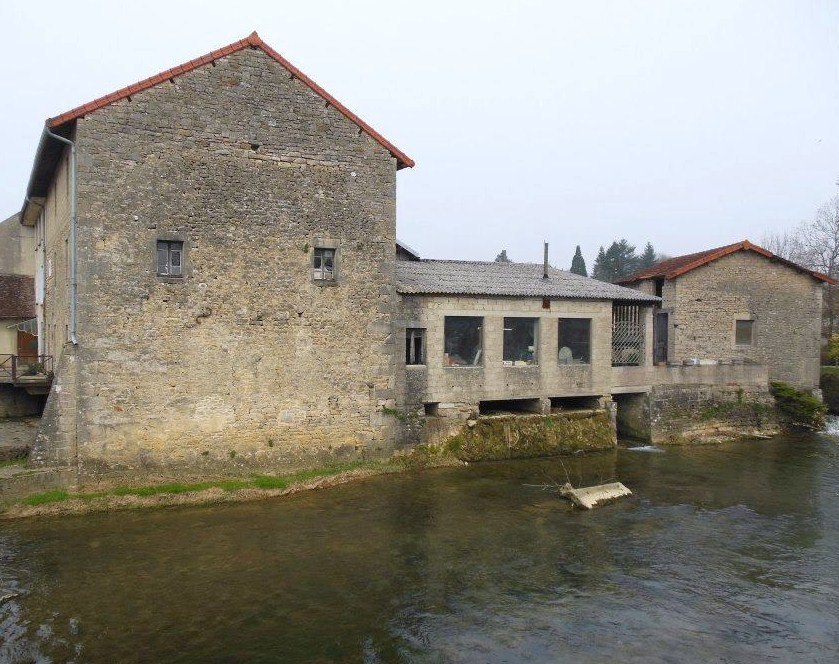
Moulin de la route de Bletterans.
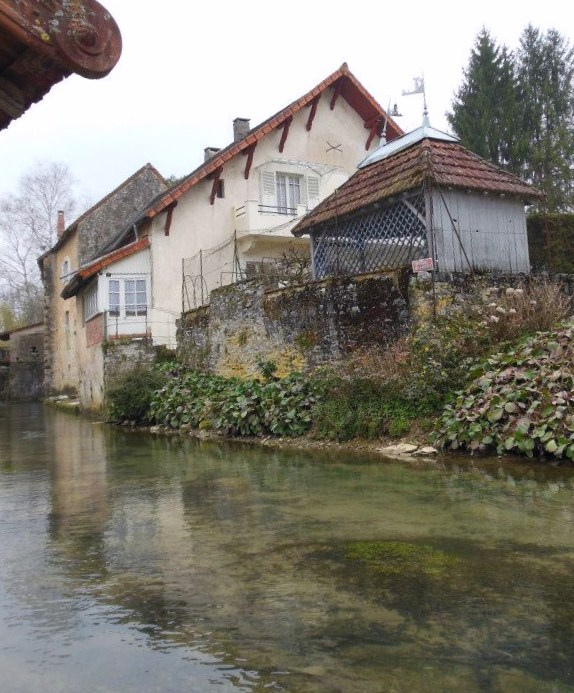
Moulin de la rue Abry d'Arcier (XVIIIe siècle).
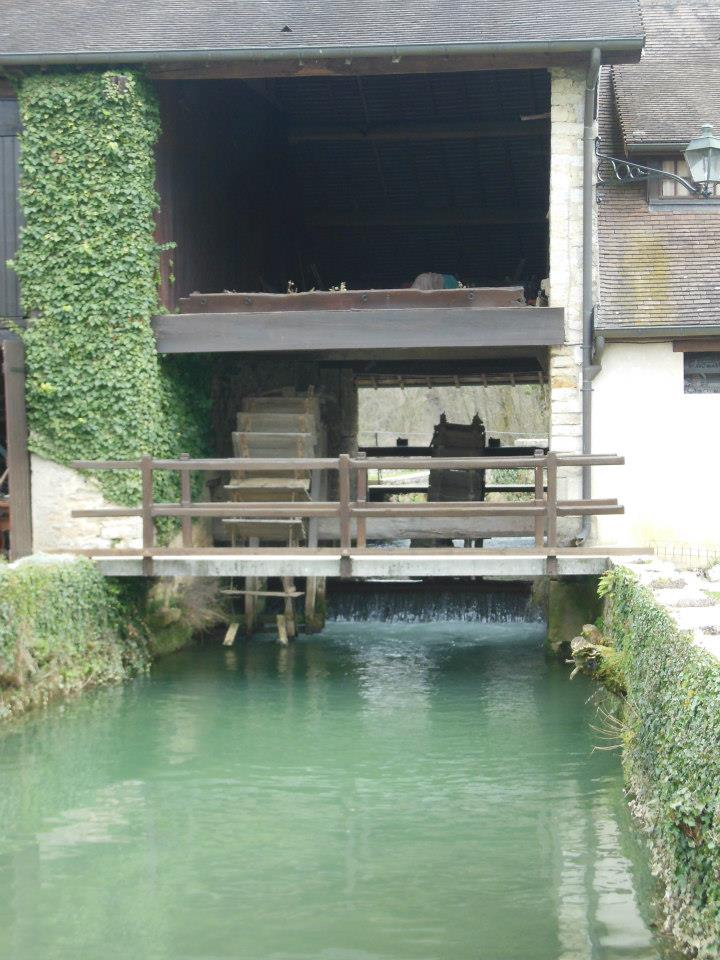
Moulin de l'impasse du Moulin.
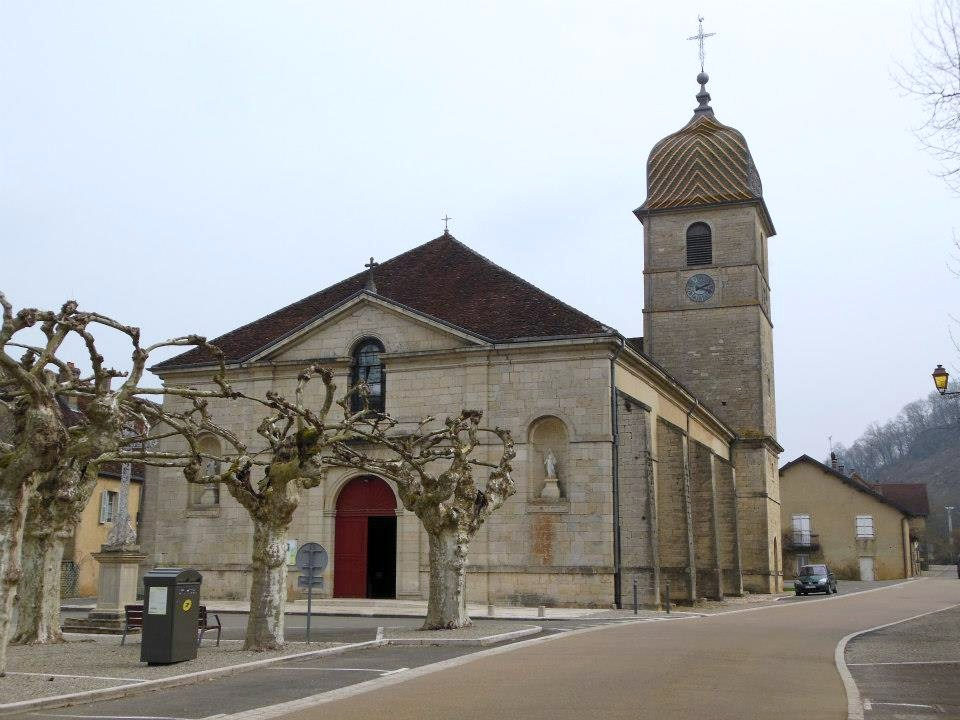
Église Saint-Vincent (XIXe siècle).
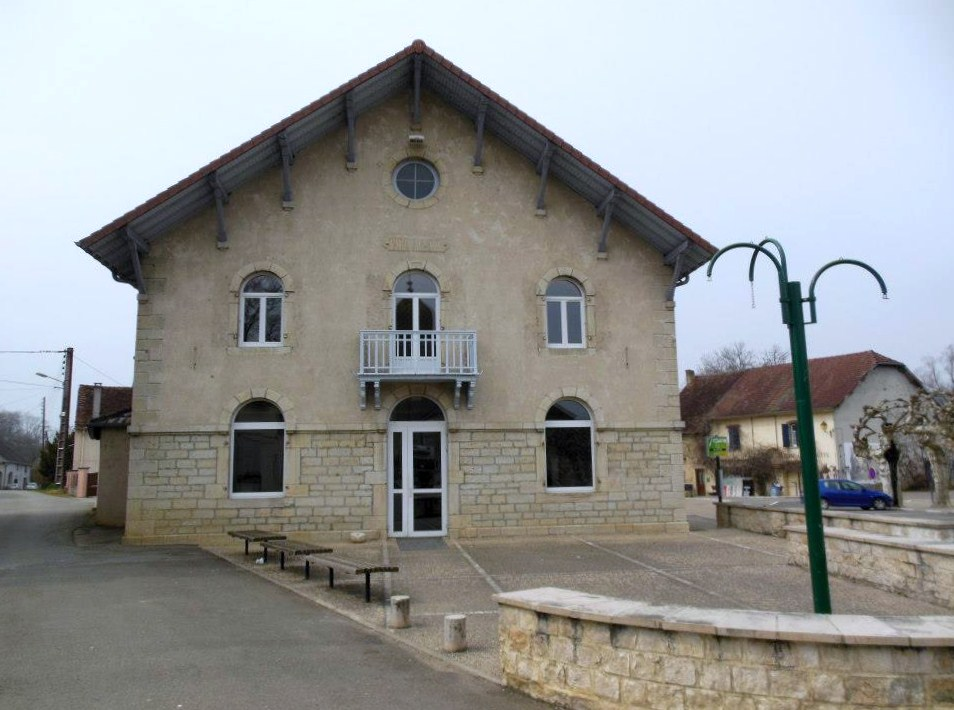
Ancienne fromagerie (XIXe siècle), actuelle salle commune.
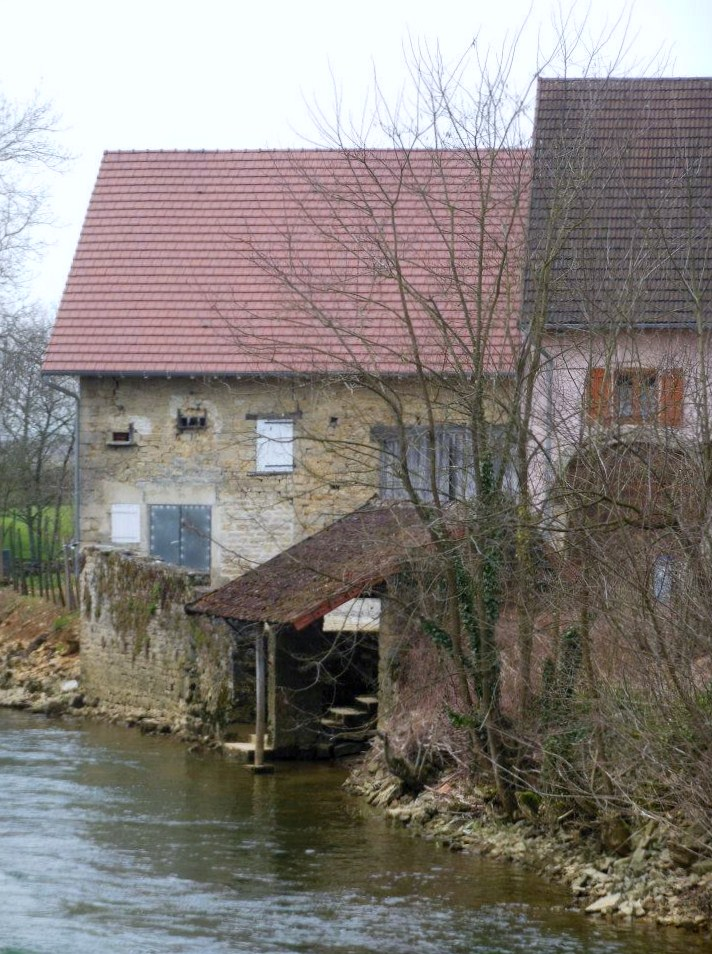
Lavoir de l'impasse du Lavoir.
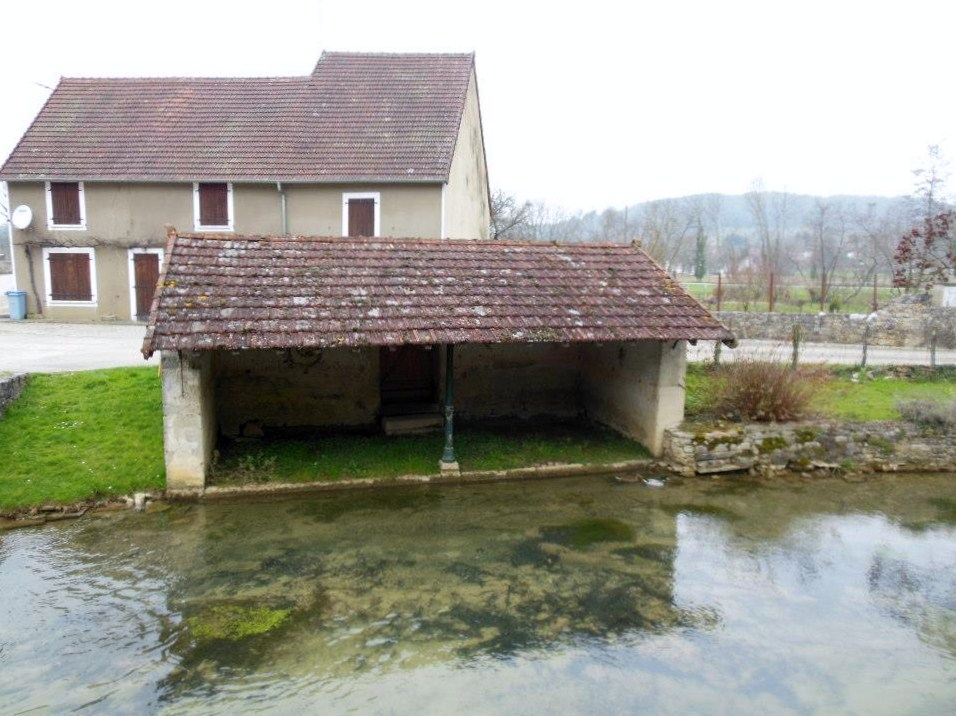
Lavoir de l'impasse des Îles.
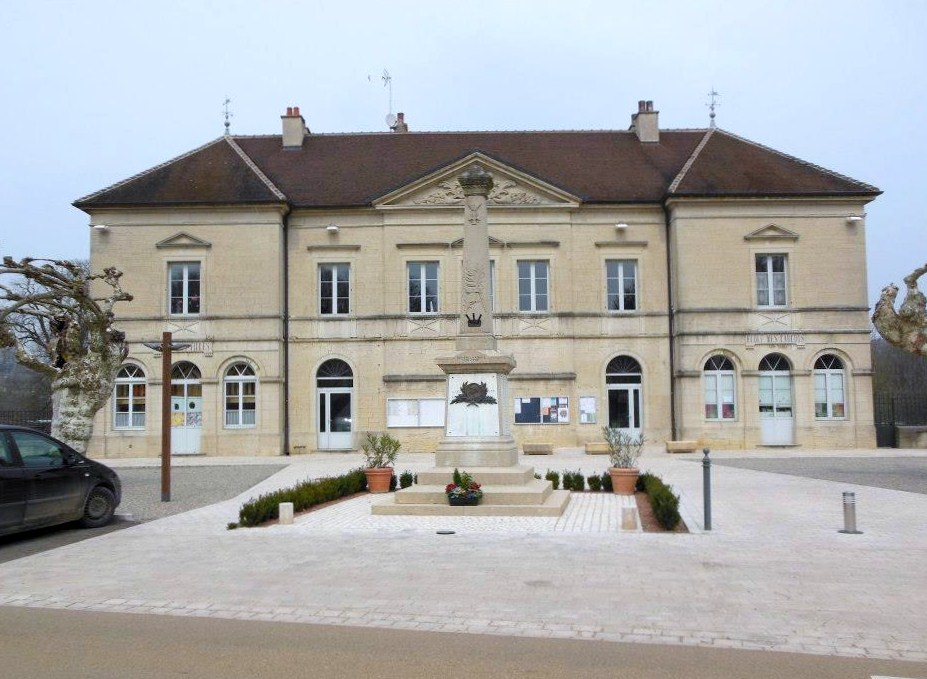
Mairie-école (XIXe siècle).
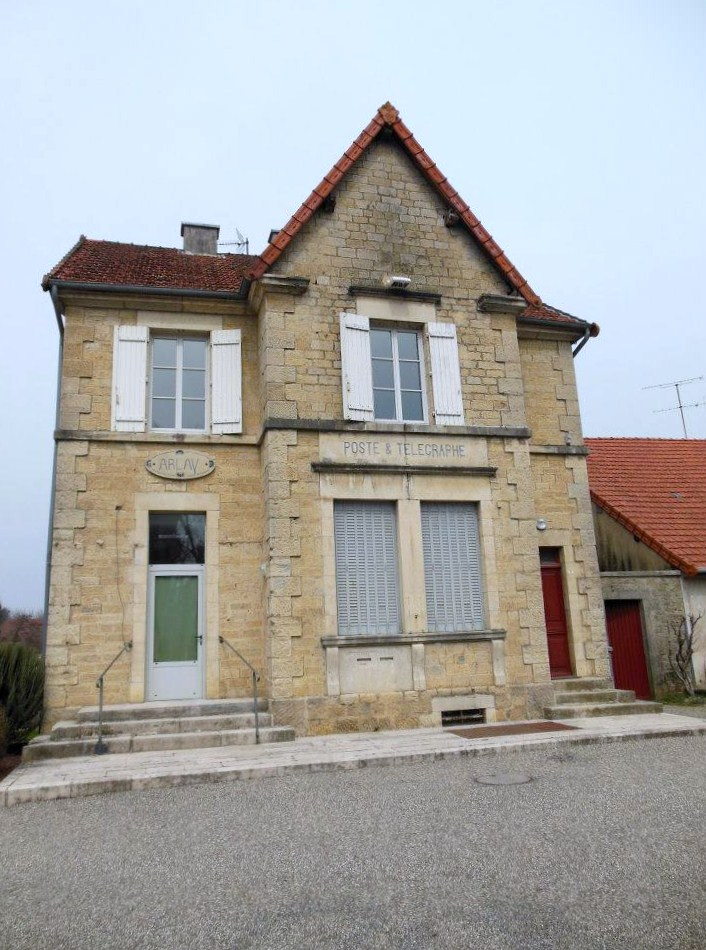
Ancienne poste (XXe siècle), actuelle Maison des Terroirs.

De nombreuses œuvres sont aussi classées comme monuments historiques. Beaucoup sont situées dans l'église Saint-Vincent : des statues, tableaux et objets cultuels.
Dans la commune se trouve aussi l'« aire du Jura » sur l'autoroute A39.

### Personnalités liées à la commune
- Maison de Chalon-Arlay, seigneurs d'Arlay.
- Pierre Claude Bonaventure Abry d'Arcier (°14/7/1750 Salins - 30/7/1824 Arlay), avocat au parlement, historien, maire d'Arlay, auteur d'une Histoire du bourg d'Arlay, ancien chef-lieu des possessions de la maison de Chalon[10].
- Honoré Chapuis (1817-1896), natif, artiste peintre.
- David Linarès, joueur professionnel à l'Olympique Lyonnais (OL).

### Héraldique
| Blason de Arlay | Blason  | De gueules à la bande d'or chargée en cœur d'une étoile d'azur.                                                                      |
| Blason de Arlay | Détails | Ce sont les armes de la maison de Chalon-Arlay (ou Orange-Chalon), éteinte en 1530. Le statut officiel du blason reste à déterminer. |